# Pat Friday
Helen Patricia Freiday (Idaho, 1921 - Texas, 2016) was een Amerikaanse zangeres, die het meest bekend werd door haar werk voor bandleider Glenn Miller.
Friday woonde vanaf 1923 in Los Angeles, waar ze zangles nam. Tijdens haar studie aan de universiteit won ze een talentenwedstrijd en mocht ze zingen in het radioprogramma "Bing Crosby's Kraft Music Hall". Ze werd aangenomen door de gebroeders Crosby en zong daarna twee zomers in dat programma. Ook maakte ze enkele opnames. Toen ze huwde was dat niet naar de zin van de Crosby's en kon ze het in de amusementsbusiness verder vergeten. Later, toen de oorlog begonnen was, werd de ban opgeheven. Ze zong onder meer voor de legerradio en in militaire hospitaals. Ook was ze de playback-zangeres van enkele nummers met het orkest van Glenn Miller voor de films "Sun Valley Serenade" (1941) en "Orchestra Wives" (1942), de songs werden geplaybackt door Lynn Bari. Ze zong in radioprogramma's van Jack Webb, werkte met de zingende cowboy Roy Rogers en was zangeres in de radioshow van Victor Borge. Ook heeft ze enkele nummers gezongen met de orkesten van Freddy Martin en Benny Goodman. 